# NGC 3566
NGC 3566 ist eine linsenförmige Galaxie vom Hubble-Typ E/SB0 im Sternbild Becher. Sie ist schätzungsweise 159 Millionen Lichtjahre von der Milchstraße entfernt. Zusammen mit NGC 3565 bildet sie ein interagierendes Galaxienpaar.
Das Objekt wurde im Jahre 1886 von Ormond Stone entdeckt.